# Dieta de Sippy
Dieta de Sippy é um tipo de dieta recomendada em casos de úlcera. É caracterizada pela ingestão de alimento lácteo e alcalinizantes de tempo em tempo.

## Histórico
Foi inventada por Bertram Welton Sippy, um médico americano. Em 1911 ele formulou um esquema para neutralizar o ácido clorídrico do estômago, pois percebera sua importância na úlcera. O tratamento era baseado na ingesta de 100 ml de leite e nata das 7 da manhã as 19 horas da noite. Durante o dia também recebia doses de magnésia calcinada, bicarbonato de sódio e carbonato de cálcio. Descrita pela primeira vez por John Herr Musser (1856-1912) e Aloysius Oliver Joseph Kelly.
Foi um método comum até os anos 50 e 60 e a partir dai começou a ser contestato por pesquisas que diziam que a dieta de Sippy não era eficiente.